# Llista de peixos de Suïssa

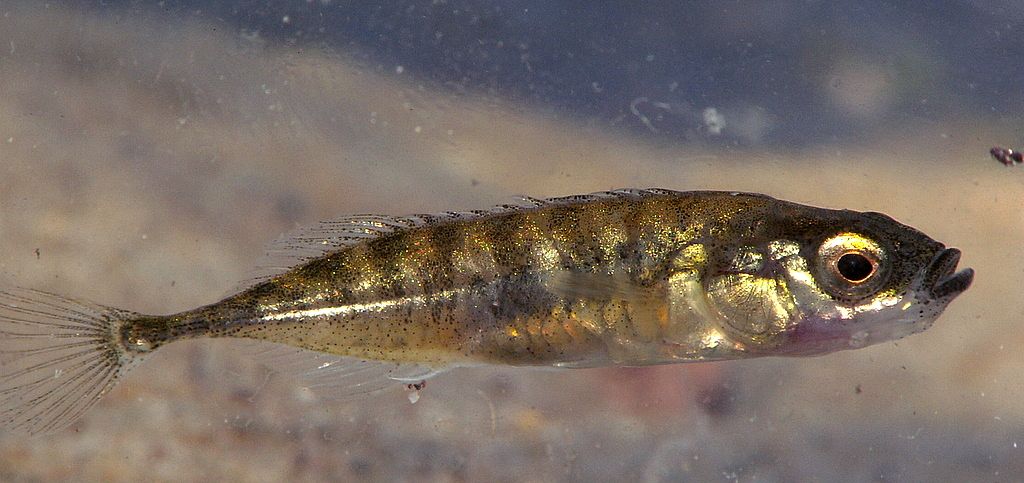
Pungitius pungitius

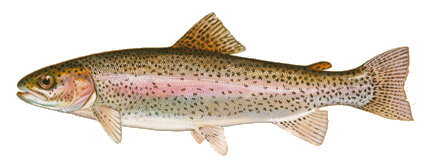
Truita arc de Sant Martí (Oncorhynchus mykiss)

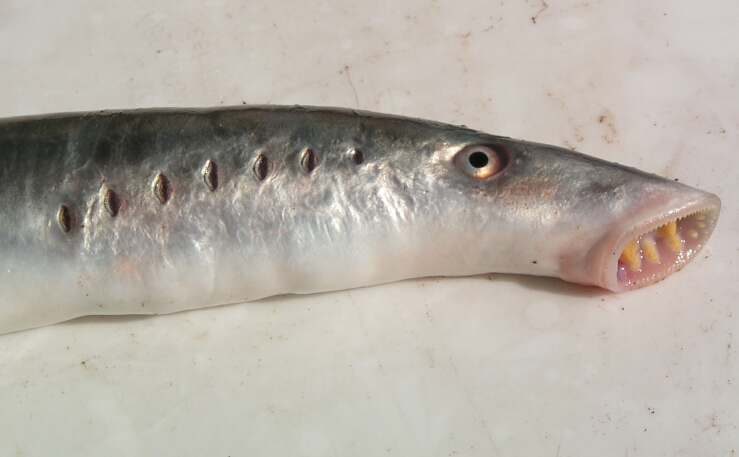
Lampetra fluviatilis

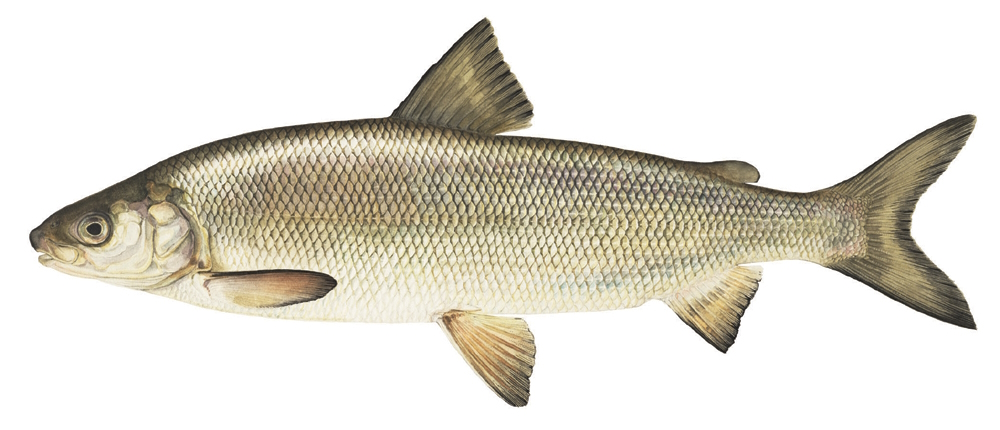
Coregonus clupeaformis

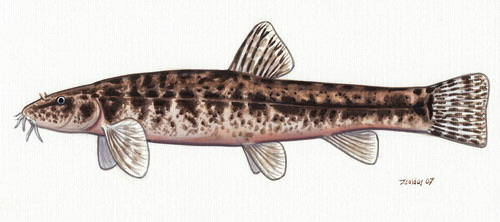
Barbatula barbatula

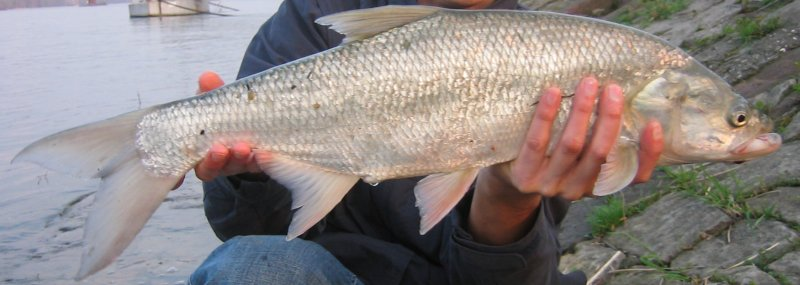
Aspius aspius

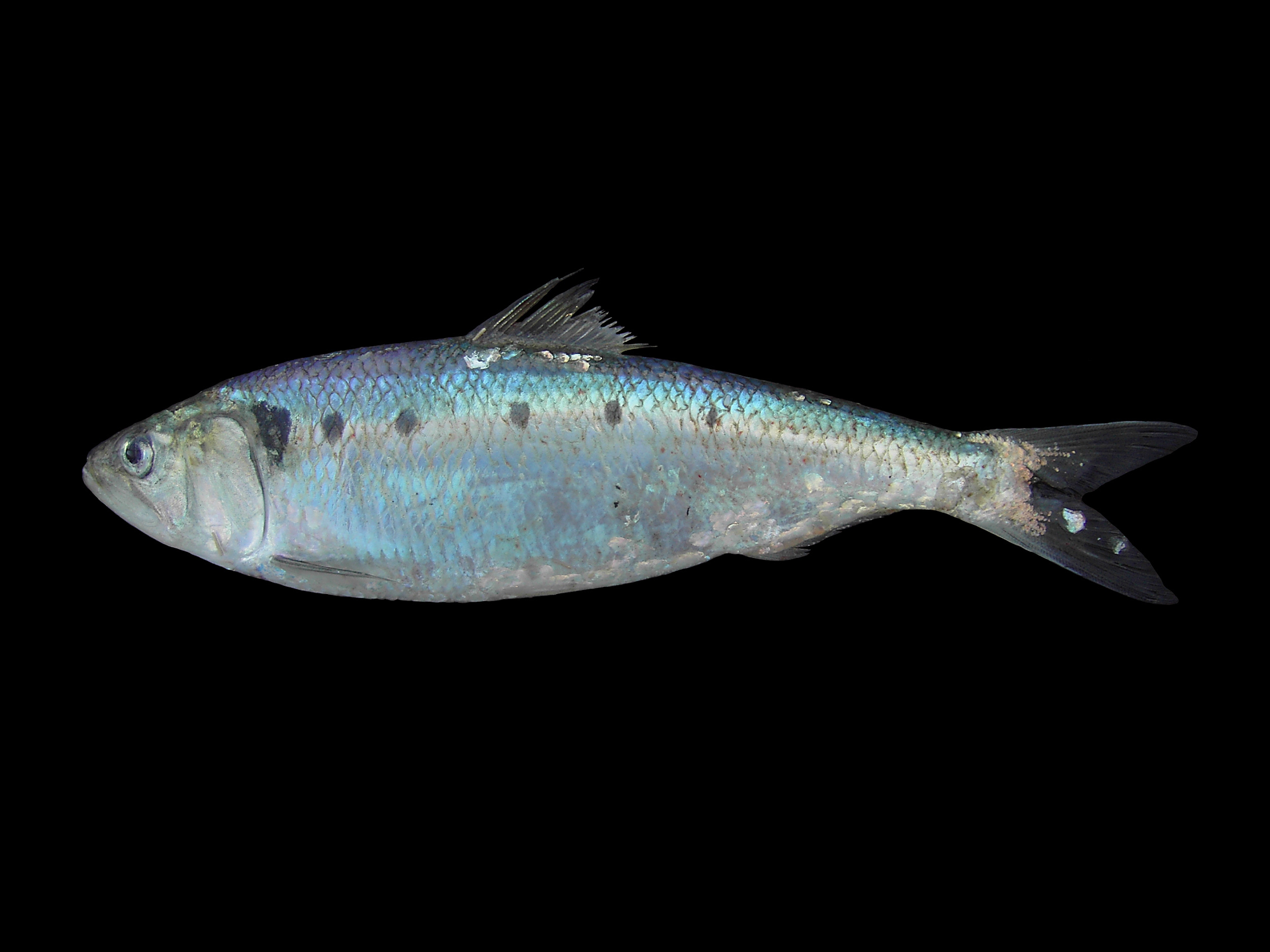
Alosa fallax

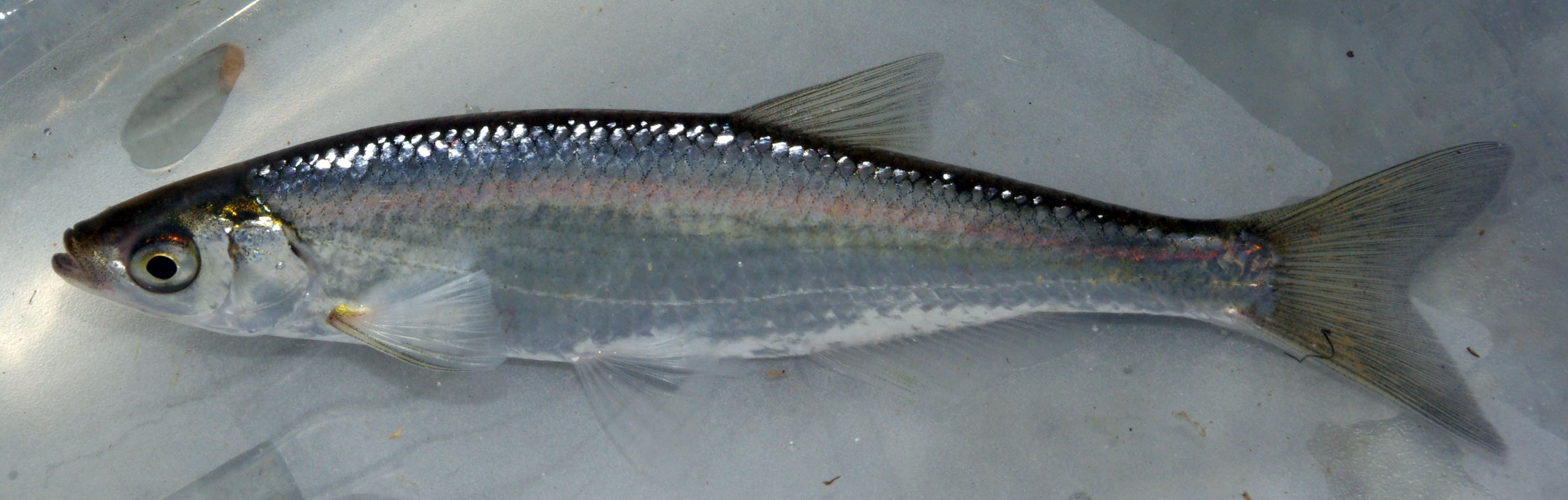
Alburnus alburnus

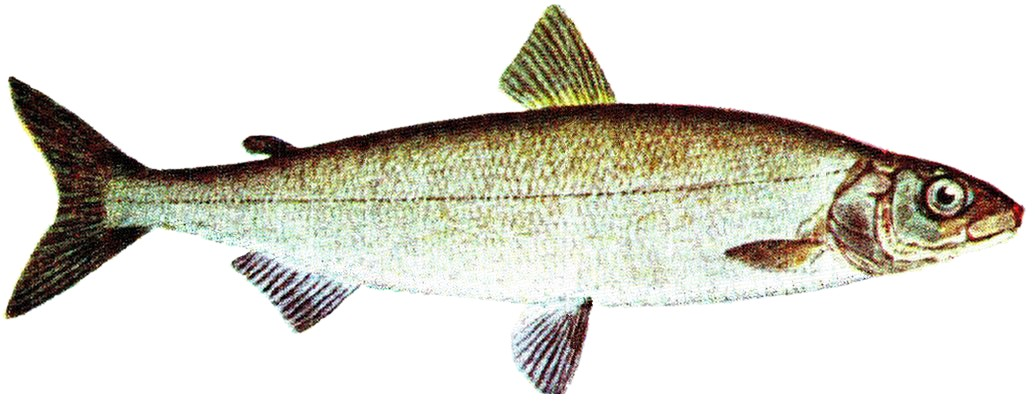
Coregonus lavaretus

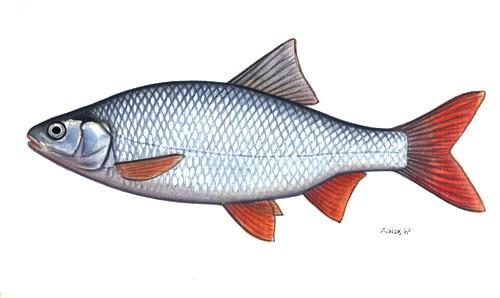
Rutilus pigus

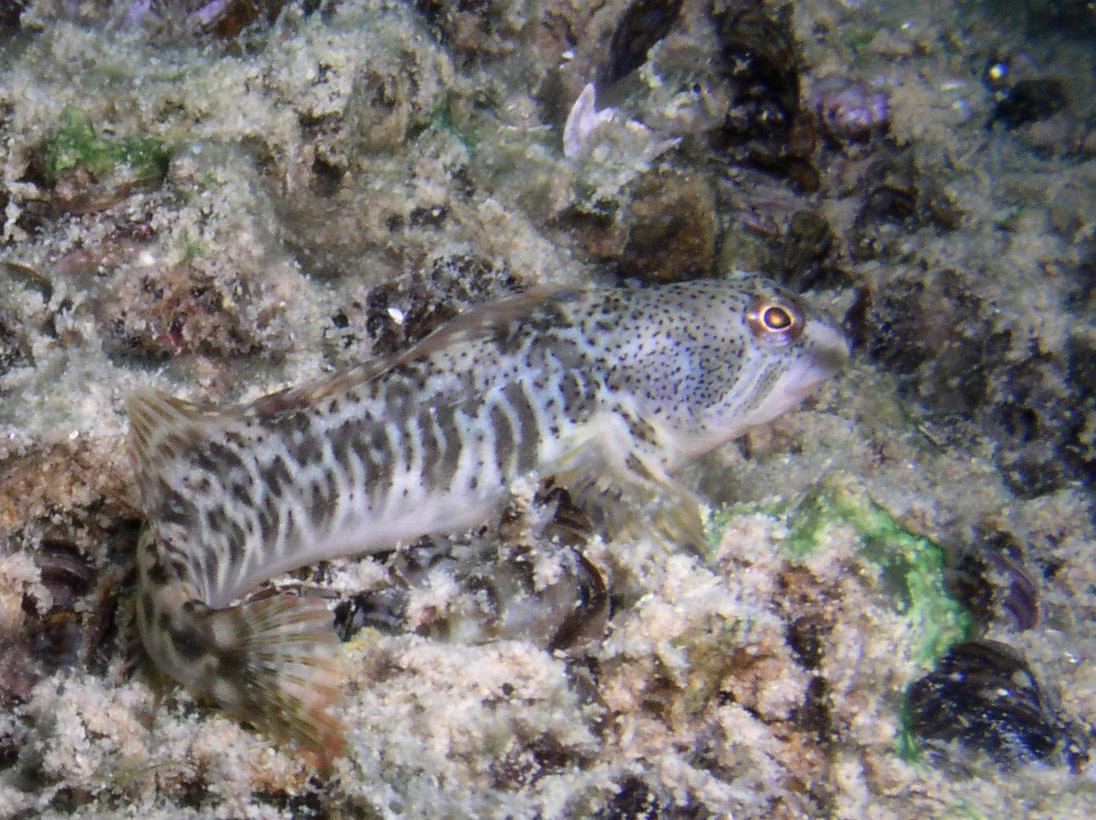
Bavosa de riu (Salaria fluviatilis)

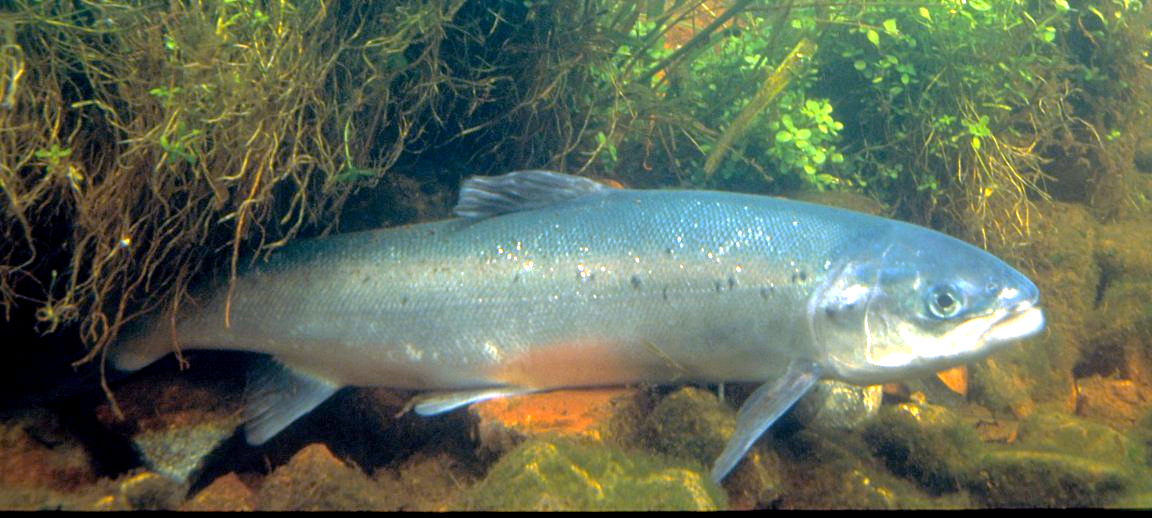
Salmó europeu (Salmo salar)

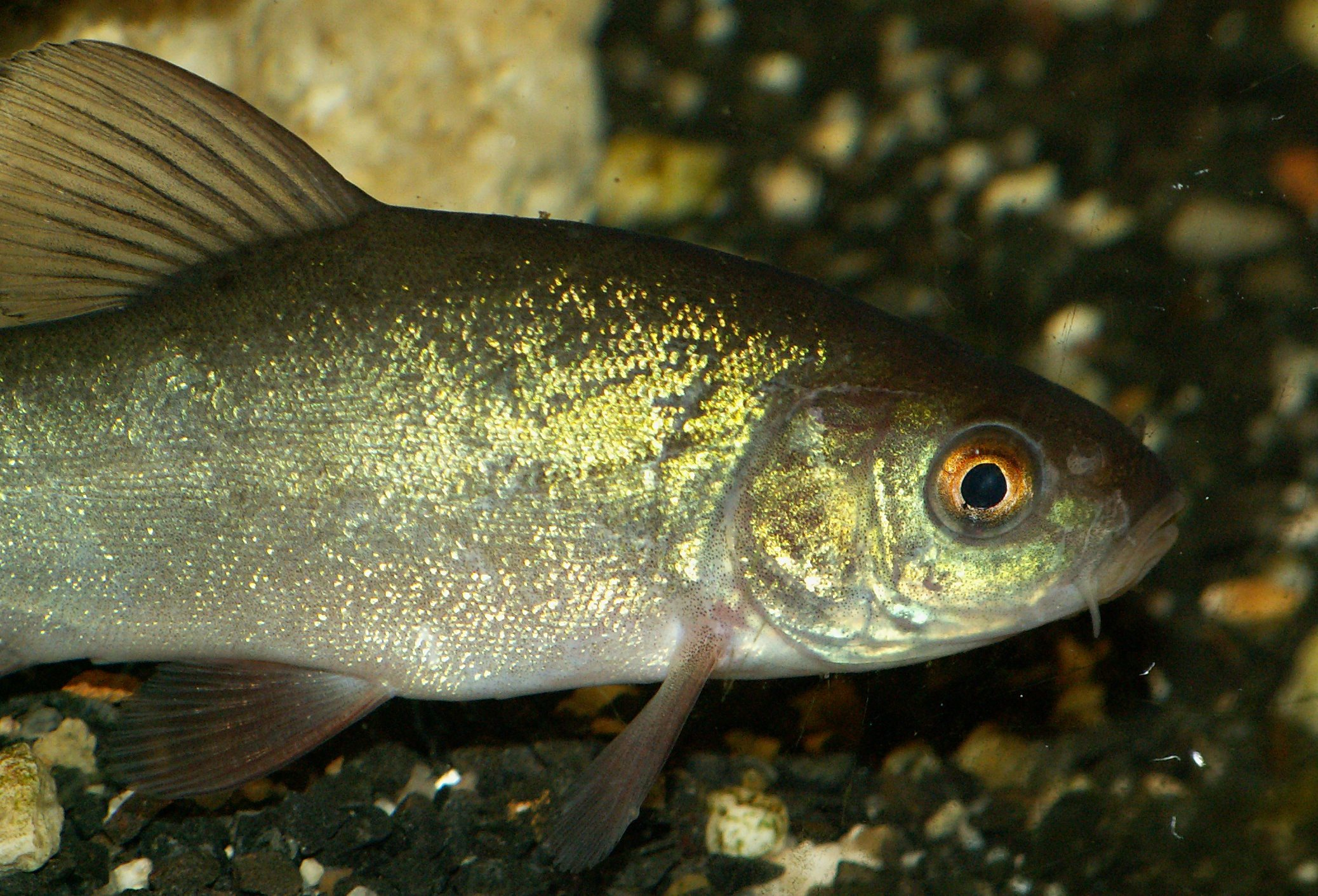
Tenca (Tinca tinca)

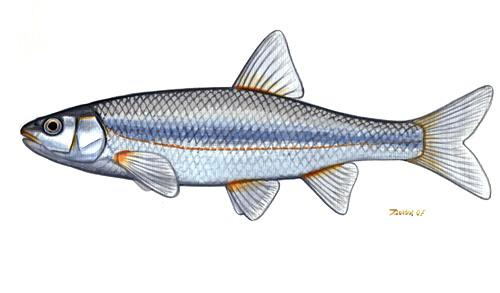
Telestes souffia

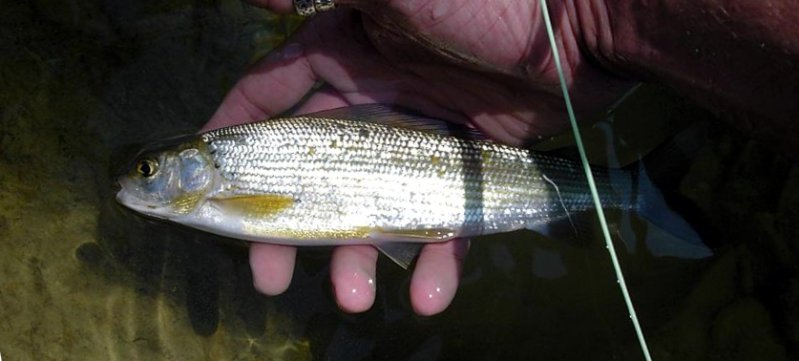
Thymallus thymallus

Aquesta llista de peixos de Suïssa -incompleta- inclou 105 espècies de peixos que es poden trobar a Suïssa ordenades per l'ordre alfabètic de llur nom científic.

## A
- Abramis brama
- Acipenser sturio
- Alburnoides bipunctatus
- Alburnus alburnus
- Alburnus arborella
- Alburnus chalcoides
- Alosa agone
- Alosa alosa
- Alosa fallax
- Ameiurus melas
- Ameiurus nebulosus
- Anguilla anguilla
- Aspius aspius

## B
- Ballerus ballerus
- Barbatula barbatula
- Barbus barbus
- Barbus caninus
- Barbus meridionalis
- Barbus plebejus
- Blicca bjoerkna

## C
- Carassius auratus auratus
- Carassius carassius
- Carassius gibelio
- Chondrostoma nasus
- Cobitis bilineata
- Cobitis taenia
- Coregonus albellus
- Coregonus albula
- Coregonus alpinus
- Coregonus arenicolus
- Coregonus candidus
- Coregonus clupeaformis
- Coregonus confusus
- Coregonus duplex
- Coregonus fatioi
- Coregonus fera
- Coregonus gutturosus
- Coregonus heglingus
- Coregonus hiemalis
- Coregonus lavaretus
- Coregonus macrophthalmus
- Coregonus nobilis
- Coregonus oxyrinchus
- Coregonus palaea
- Coregonus pidschian
- Coregonus restrictus
- Coregonus suidteri
- Coregonus wartmanni
- Coregonus zuerichensis
- Coregonus zugensis
- Cottus gobio
- Cyprinus carpio carpio

## E
- Esox lucius

## G
- Gasterosteus aculeatus aculeatus
- Gasterosteus gymnurus
- Gobio gobio
- Gymnocephalus cernua

## H
- Hucho hucho
- Hypophthalmichthys molitrix
- Hypophthalmichthys nobilis

## L
- Lampetra fluviatilis
- Lampetra planeri
- Lampetra zanandreai
- Lepomis gibbosus
- Leucaspius delineatus
- Leuciscus idus
- Leuciscus leuciscus
- Lota lota

## M
- Micropterus salmoides
- Misgurnus fossilis

## O
- Oncorhynchus mykiss

## P
- Padogobius bonelli
- Perca fluviatilis
- Petromyzon marinus
- Phoxinus phoxinus
- Pseudorasbora parva
- Pungitius pungitius

## R
- Rhodeus sericeus
- Rutilus aula
- Rutilus pigus
- Rutilus rutilus

## S
- Salaria fluviatilis
- Salmo cenerinus
- Salmo rhodanensis
- Salmo salar
- Salmo trutta fario
- Salmo trutta trutta
- Salvelinus alpinus alpinus
- Salvelinus fontinalis
- Salvelinus namaycush
- Salvelinus neocomensis
- Salvelinus profundus
- Salvelinus umbla
- Sander lucioperca
- Scardinius erythrophthalmus
- Scardinius hesperidicus
- Silurus glanis
- Squalius cephalus
- Squalius squalus

## T
- Telestes muticellus
- Telestes souffia
- Thymallus thymallus
- Tinca tinca

## V
- Vimba vimba

## Z
- Zingel asper[1]